# La Mudarra
La Mudarra és un municipi de la província de Valladolid a la comunitat autònoma espanyola de Castella i Lleó. El 6 de juliol de 1977, una petita avaria en un interruptor d'alta tensió a la subestació de La Mudarra va provocar un tall d'electricitat a la major part de la península ibèrica d'una mica més d'una hora entre les 13.15 hores i les 14.30.

## Demografia
| 1991 | 1996 | 2001 | 2004 |
| ---- | ---- | ---- | ---- |
| 307  | 265  | 146  | 238  |